# Tempio di Minerva (Aventino)

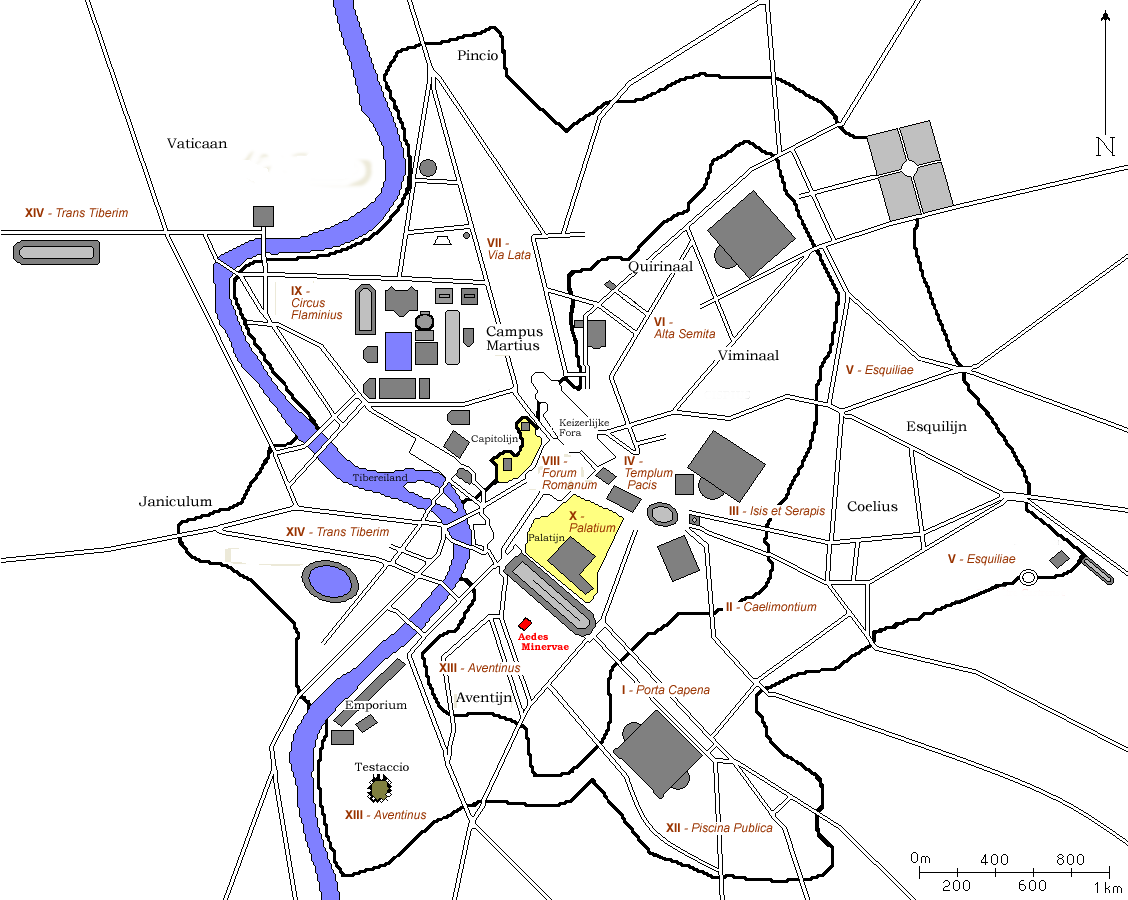
Il tempio di Minerva sull'Aventino, localizzazione

Il Tempio di Minerva si trovava sulla sommità dell'Aventino a Roma.
Il tempio, che era situato accanto al tempio di Diana, è oggi completamente scomparso ma ne abbiamo traccia sulla Forma Urbis Severiana che ci informa del suo aspetto in pianta. Si trattava infatti di un tempio periptero esastilo, fondato con orientamento diverso da quello di Diana.
Qui era il centro delle corporazioni di mestiere, in particolare, dalla fine del III secolo a.C. (durante la seconda guerra punica), di quella di scrittori e attori. Nel 123 a.C. cercarono inutilmente rifugio in questo tempio Gaio Sempronio Gracco e i suoi sostenitori, durante la fuga da Roma.